# Боричев спуск

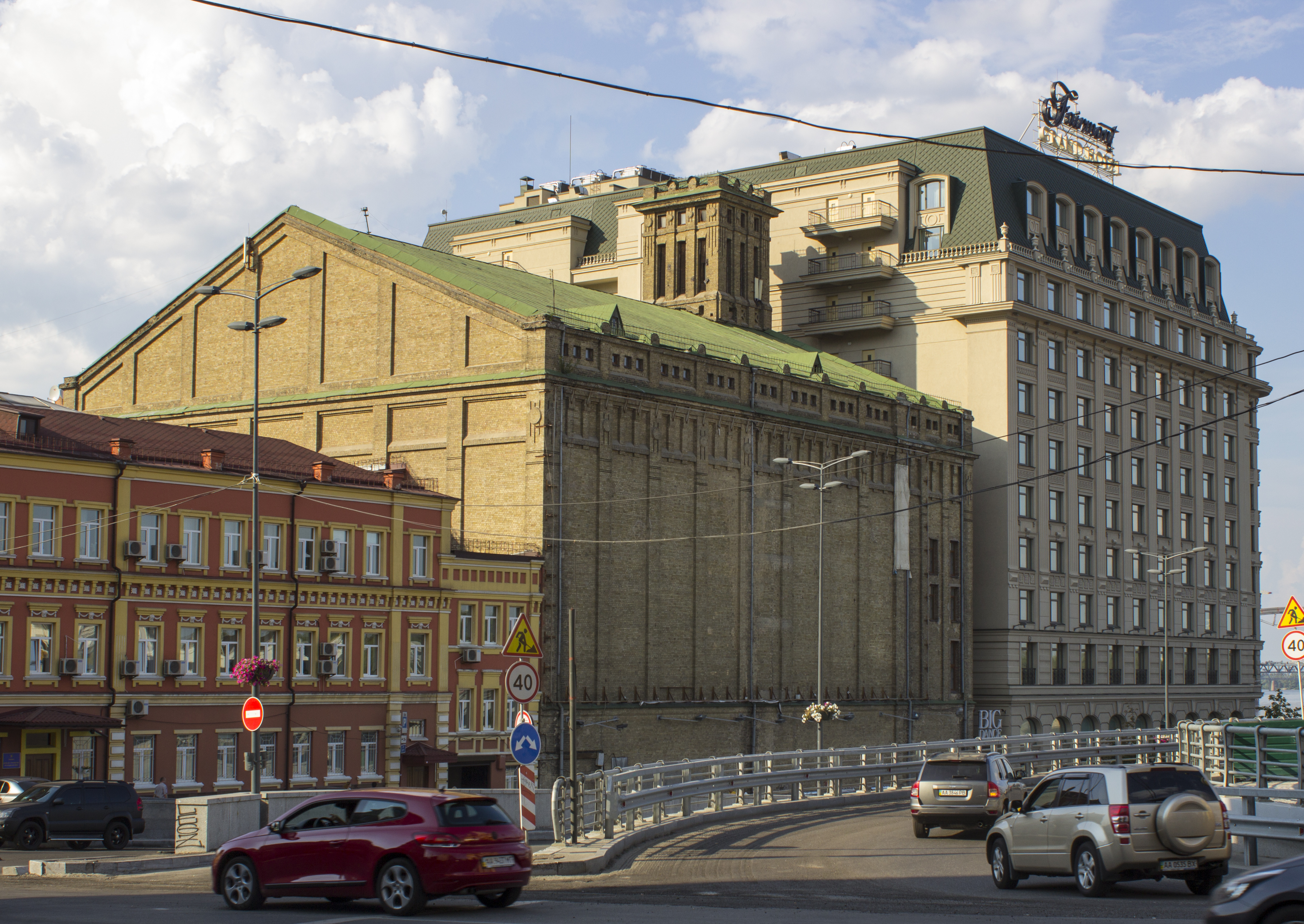
Боричев спуск

Бо́ричев спуск, Борический спуск — старинная улица Киева. 
Улица некоторое время была частью Трёхсвятительской улицы. В 1869 году отделена от последней и приобрела современное название. Пролегает от улицы Боричев Ток до Набережно-Крещатицкой улицы. К Боричевому спуску примыкают Почтовая площадь и улица Петра Сагайдачного.

## Боричев в древнем Киеве
В древнем Киеве существовала дорога с названием Боричевъ увозъ или Боричевъ възвозъ, или просто Боричевъ, которая соединяла нижнюю, надднепровскую, и нагорную части города, Подол с горой. Упоминается в летописях и в памятнике древнерусской литературы XII столетия «Слово о полку Игореве».

Перуна же (идол) повелѣ (Владимир) привязати коневи къ хвосту и влещи с горы по Боричеву на Ручай...— Повесть временных лет, под 988 г.
Боричев спуск назван так в 1869 году исходя из предположения, что он находится на месте старого Боричева. Однако точное расположение старого Боричева не известно, и на этот счёт имеются различные мнения. Так, украинский историк Н. И. Петров в своей книге «Историко-топографические очерки древнего Киева» пишет: «По нашему мнению, Боричев взвоз был на месте нынешнего Андреевского спуска».

## Транспорт
- Автобусы № 51, № 62.

## Здания, имеющие архитектурную и историческую ценность
- № 13 (здание элеватора Л. Бродского; 1907), ныне один из отделов Национальной парламентской библиотеки Украины.
- Дома № 5 и 8 сооружены на границе XIX—ХХ столетия.

## Географические координаты
Координаты начала 50°27′31″ с. ш. 30°31′24″ в. д.
координаты конца 50°27′36″ с. ш. 30°31′33″ в. д.